# ATP Finals 2020
ATP Finals 2020, známý také jako Turnaj mistrů 2020 či se jménem sponzora Nitto ATP Finals 2020, představoval závěrečný tenisový turnaj mužské profesionální sezóny 2020 pro osm nejvýše postavených mužů ve dvouhře a osm nejlepších párů ve čtyřhře na žebříčku ATP v pondělním vydání po skončení předposledního turnaje okruhu ATP Tour před Turnajem mistrů, Paris Masters, pokud se podle pravidel účastníci nekvalifikovali jiným způsobem.
Turnaj se odehrával ve dnech 15. až 22. listopadu 2020, naposledy podvanácté v britském hlavním městě Londýně. Dějištěm konání byla multifunkční O2 Arena, s instalovaným dvorcem s tvrdým povrchem GreenSet. Celková dotace i prize money činily 5 700 000 amerických dolarů, což znamenalo meziroční pokles o 36,67 %. Hlavním sponzorem se počtvrté stala japonská společnost Nitto Denko. V důsledku pandemie covidu-19 zůstal turnaj uzavřen divákům. Rovněž nebyl pro účast hráčů využit sezónní žebříček ATP Race To London, ale revidovaná standardní klasifikace.
Obhájcem titulu ve dvouhře byl Řek Stefanos Tsitsipas, jenž dohrál v základní skupině. Druhým ruským šampionem turnaje se stal Daniil Medveděv, který na okruhu ATP Tour vybojoval devátý singlový titul. Jako první hráč od triumfu Davida Nalbandiana na Masters Madrid 2007, a vůbec první účastník Turnaje mistrů, porazil na cestě za titulem tři nejvýše postavené tenisty žebříčku, Djokoviće, Nadala a ve finále Thiema. V deblové části triumf obhajovali Francouzi Pierre-Hugues Herbert a Nicolas Mahut, kteří se však do Londýna nekvalifikovali. Trofej si odvezla nizozemsko-chorvatská dvojice Wesley Koolhof a Nikola Mektić, jejíž členové společně ovládli první turnaj. Koolhof se stal čtvrtým nizozemským šampionem po výhrách krajanů Jacca Eltingha s Paulem Haarhuisem (1993, 1998) a Jeana-Juliena Rojera (2015). Mektić v této statistice figuroval jako první chorvatský vítěz.

## Turnaj

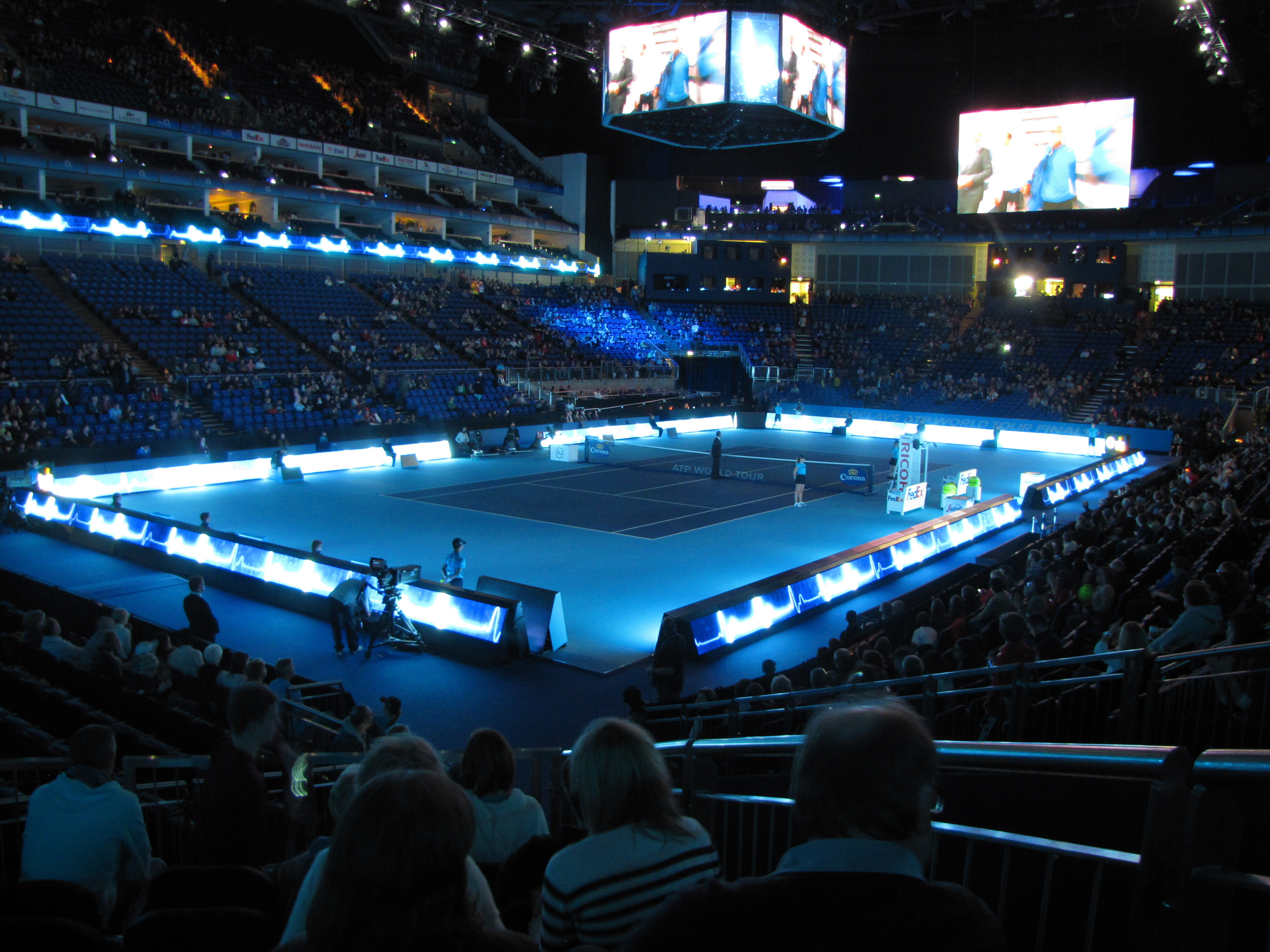
Tenisový dvorec v O_{2} aréně

Londýnská O2 Arena hostila mezi 15. až 22. listopadem 2020 padesátý první ročník Turnaje mistrů ve dvouhře a čtyřicátý šestý ve čtyřhře. Událost organizovala Asociace tenisových profesionálů (ATP) jako součást okruhu ATP Tour 2020. Jednalo se o závěrečný turnaj sezóny v kategorii ATP Tour Finals.

### Formát
Soutěže dvouhry se účastnilo osm tenistů, z nichž každý odehrál tři vzájemné zápasy v jedné ze dvou čtyřčlenných základních skupin. První dva tenisté z každé skupiny postoupili do semifinále, které již probíhalo vyřazovacím systémem pavouka. První ze skupin se utkali s druhými z opačných skupin. Vítězové semifinále se pak střetli ve finálovém duelu.
Soutěž čtyřhry kopírovala formát dvouhry.
Všechny zápasy dvouhry byly hrány na dva vítězné sety s uplatněním tiebreaku, včetně finále. Každé utkání čtyřhry se konalo na dva vítězné sety. Za vyrovnaného stavu sad 1–1 o vítězi rozhodoval supertiebreak. Jednotlivé gemy čtyřhry neobsahovaly „výhodu“, ale po shodě vždy následoval přímý vítězný míč gemu.

### Názvy skupin
Organizace ATP pojmenovala singlové skupiny poprvé po ročnících Turnaje mistrů a ve čtyřhře pošesté po předchozích vítězích. Ve dvouhrách se jednalo  o skupiny Tokio 1970 a Londýn 2020. V deblové části jim propůjčili jména američtí bratři Bob a Mike Bryanovi, kteří turnaj vyhráli v letech 2003, 2004, 2009 a 2014 (Mike Bryan přidal pátý titul v roce 2018). Během sezóny 2020 oba Američané ukončili profesionální kariéry.

## Body a finanční odměny
Rozpočet ATP Finals 2020 byl v důsledku koronavirové pandemie meziročně snížen o 36,67 %, z částky 9 milionů na 5,7 milionu dolarů.
| Fáze | dvouhra        | čtyřhra       | body     |
| --- | -------------- | ------------- | -------- |
| neporažení vítězové | 1 564 000 $    | 284 500 $     | 1 500    |
| vítězové finále | ZS + 550 000 $ | ZS + 70 000 $ | ZS + 900 |
| vítězové semifinále | ZS + 402 000 $ | ZS + 56 000 $ | ZS + 400 |
| za výhru v základní skupině | 153 000 $      | 30 000 $      | 200      |
| startovné | 153 000 $      | 68 500 $      | —        |
| náhradníci | 73 000 $       | 25 000 $      | —        |
| Poznámky |                |               |          |
| - částky uváděny v amerických dolarech ($) - celkový rozpočet 5 700 000 dolarů - ZS – celkové finanční odměny či body získané v základní skupině - finanční odměny ve čtyřhře uváděny na celý pár |                |               |          |

## Dvouhra

### Kvalifikovaní hráči
| Žebříček ATP                                               | Žebříček ATP       | Žebříček ATP | Žebříček ATP | Žebříček ATP |
| Pořadí                                                     | hráč               | body         | kvalifikován | kvalifikován |
| ---------------------------------------------------------- | ------------------ | ------------ | ------------ | ------------ |
| 1.                                                         | Novak Djoković     | 11 630       | 14. srpna    | [ 10 ]       |
| 2.                                                         | Rafael Nadal       | 9 450        | 14. srpna    | [ 10 ]       |
| 3.                                                         | Dominic Thiem      | 8 325        | 14. srpna    | [ 10 ]       |
| 4.                                                         | Daniil Medveděv    | 6 970        | 14. září     | [ 11 ]       |
| —                                                          | Roger Federer      | 6 230        | odhlášení    | [ 12 ]       |
| 5.                                                         | Alexander Zverev   | 5 125        | 12. října    | [ 13 ]       |
| 6.                                                         | Stefanos Tsitsipas | 4 625        | 12. října    | [ 13 ]       |
| 7.                                                         | Andrej Rubljov     | 3 919        | 1. listopadu | [ 14 ]       |
| 8.                                                         | Diego Schwartzman  | 3 455        | 6. listopadu | [ 15 ]       |
| skupina Tokio 1970 skupina Londýn 2020 odhlášení z turnaje |                    |              |              |              |

### Výsledky a body
Tabulka uvádí sezónní výsledky a odpovídající bodový zisk kvalifikovaných hráčů a náhradníků Turnaje mistrů. Vzhledem k pandemii covidu-19 byl žebříček ATP 16. března 2020 zmražen až do srpnového obnovení sezóny. V důsledku pandemie řídící organizace ATP změnila podmínky tvorby bodů ve světové klasifikaci. Kvalifikační žebříček ATP Race To London se tak v roce 2020 stal zmatečným a účastníci se kvalifikovali na základě revidovaného standardního žebříčku, v němž byly do závěru sezóny zmrazeny obhajované body a tenisté tak mohli pouze přičítat nově uhrané body. Zisk z Turnaje mistrů 2019 však nebyl do klasifikace započten. Určujícím datem pro účast bylo vydání z 9. listopadu 2020.
| ATP | tenista            | Grand Slam | Grand Slam | Grand Slam | Grand Slam | ATP Tour Masters 1000 | ATP Tour Masters 1000 | ATP Tour Masters 1000 | ATP Tour Masters 1000 | ATP Tour Masters 1000 | ATP Tour Masters 1000 | ATP Tour Masters 1000 | ATP Tour Masters 1000 | Nejlépe na dalších turnajích | Nejlépe na dalších turnajích | Nejlépe na dalších turnajích | Nejlépe na dalších turnajích | Nejlépe na dalších turnajích | Nejlépe na dalších turnajích | ATP Cup   | body   |
| --- | ------------------ | ---------- | ---------- | ---------- | ---------- | --------------------- | --------------------- | --------------------- | --------------------- | --------------------- | --------------------- | --------------------- | --------------------- | ---------------------------- | ---------------------------- | ---------------------------- | ---------------------------- | ---------------------------- | ---------------------------- | --------- | ------ |
| ATP | tenista            | AO         | FO         | WIM        | USO        | IW                    | MI                    | MA                    | RO                    | CA                    | CI                    | ŠH                    | PA                    | 1.                           | 2.                           | 3.                           | 4.                           | 5.                           | 6.                           | ATP Cup   | body   |
| 1. | Novak Djoković     | Vítěz 2000 | F 1200     | Vítěz 2000 | 16k 180    | 32k 45                | 16k 90                | Vítěz 1000            | Vítěz 1000            | A 0                   | Vítěz 1000            | QF 180                | Vítěz 1000            | Vítěz 500                    | Vítěz 500                    | QF 180                       | QF 90                        |                              |                              | Vítěz 665 | 11 630 |
| 2. | Rafael Nadal       | QF 360     | Vítěz 2000 | SF 720     | Vítěz 2000 | SF 360                | A 0                   | SF 360                | Vítěz 1000            | Vítěz 1000            | A 0                   | A 0                   | SF 360                | Vítěz 500                    | SF 360                       | SF 180                       |                              |                              |                              | F 250     | 9 450  |
| 3. | Dominic Thiem      | F 1200     | F 1200     | 128k 10    | Vítěz 2000 | Vítěz 1000            | 64k 10                | SF 360                | 32k 10                | QF 180                | 16k 90                | QF 180                | 16k 90                | Vítěz 500                    | Vítěz 500                    | Vítěz 500                    | Vítěz 250                    | QF 90                        | QF 90                        | ZS 65     | 8 325  |
| 4. | Daniil Medveděv    | 16k 180    | 128k 10    | 32k 90     | F 1200     | 32k 45                | 16k 90                | 64k 10                | 64k 10                | F 600                 | Vítěz 1000            | Vítěz 1000            | Vítěz 1000            | SF 360                       | F 300                        | F 300                        | Vítěz 250                    | SF 180                       | QF 90                        | SF 255    | 6 970  |
| — | Roger Federer      | SF 720     | SF 720     | F 1200     | QF 360     | F 600                 | Vítěz 1000            | QF 180                | QF 180                | A 0                   | 16k 90                | QF 180                | A 0                   | Vítěz 500                    | Vítěz 500                    |                              |                              |                              |                              | A 0       | 6 230  |
| 5. | Alexander Zverev   | SF 720     | QF 360     | 128k 10    | F 1200     | 32k 45                | 64k 10                | QF 180                | 32k 10                | QF 180                | 32k 10                | F 600                 | F 600                 | Vítěz 250                    | Vítěz 250                    | Vítěz 250                    | SF 180                       | SF 180                       | QF 90                        | ZS 0      | 5 125  |
| 6. | Stefanos Tsitsipas | 32k 90     | SF 720     | 128k 10    | SF 180     | 64k 10                | 16k 90                | F 600                 | SF 360                | 32k 10                | SF 360                | SF 360                | QF 180                | F 300                        | F 300                        | F 300                        | Vítěz 250                    | Vítěz 250                    | SF 180                       | ZS 75     | 4 625  |
| 7. | Andrej Rubljov     | 16k 180    | QF 360     | 64k 45     | QF 360     | 32k 53                | 32k 61                | QF 90                 | 32k 45                | QF 90                 | QF 205                | 16k 90                | 16k 90                | Vítěz 500                    | Vítěz 500                    | Vítěz 500                    | Vítěz 250                    | Vítěz 250                    | Vítěz 250                    | A 0       | 3 919  |
| 8. | Diego Schwartzman  | 16k 180    | SF 720     | 32k 90     | QF 360     | 32k 45                | 64k 10                | 32k 45                | F 600                 | 32k 45                | 16k 90                | 64k 10                | QF 180                | F 300                        | Vítěz 250                    | F 150                        | F 150                        | QF 90                        | SF 90                        | QF 50     | 3 455  |
| Náhradníci |                    |            |            |            |            |                       |                       |                       |                       |                       |                       |                       |                       |                              |                              |                              |                              |                              |                              |           |        |
| 9. | Matteo Berrettini  | 64k 45     | 32k 90     | 16k 180    | SF 720     | 128k 10               | 128k 10               | QF 45                 | QF 180                | A 0                   | 16k 90                | SF 360                | 32k 10                | Vítěz 250                    | Vítěz 250                    | SF 180                       | SF 180                       | F 150                        | Vítěz 125                    | A 0       | 2 875  |
| — | Gaël Monfils       | 16k 180    | 16k 180    | 128k 10    | QF 360     | QF 180                | 16k 20                | 16k 90                | 64k 10                | SF 360                | 64k 10                | 32k 45                | QF 180                | Vítěz 500                    | Vítěz 250                    | SF 180                       | SF 180                       | QF 45                        | QF 45                        | ZS 35     | 2 860  |
| 10. | Denis Shapovalov   | 128k 10    | 64k 45     | 128k 10    | QF 360     | 16k 90                | SF 360                | 64k 10                | SF 360                | 32k 45                | 32k 45                | 32k 45                | F 600                 | Vítěz 250                    | SF 180                       | SF 90                        | SF 90                        | 16k 45                       | QF 45                        | QF 150    | 2 830  |
| náhradník odhlášení z turnaje Žebříčkové body zapsané kurzivou uvádí, že hráč se nekvalifikoval (či nezískal speciální výjimku) ke startu na příslušném Grand Slamu či turnaji série Masters 1000 a na daném místě je tak uveden jeho další nejlepší bodový výsledek v sezóně. |                    |            |            |            |            |                       |                       |                       |                       |                       |                       |                       |                       |                              |                              |                              |                              |                              |                              |           |        |

| Legenda | Legenda               | Legenda | Legenda             |
| ------- | --------------------- | ------- | ------------------- |
| 0/2000  | získané body          | 128k    | 128 hráčů v kole    |
| A       | neúčast na turnaji    | 64k     | 64 hráčů v kole     |
| QF      | prohra ve čtvrtfinále | 32k     | 32 hráčů v kole     |
| SF      | prohra v semifinále   | 16k     | 16 hráčů v kole     |
| F       | prohra ve finále      | Titul   | vítězství v turnaji |
| ZS      | základní skupina      | —       | —                   |

### Předešlý poměr všech vzájemných zápasů
Tabulka uvádí poměr vzájemných zápasů hráčů před Turnajem mistrů.

#### Všechny odehrané zápasy
|    |                    | Djoković | Nadal | Thiem | Medveděv | Zverev | Tsitsipas | Rubljov | Schwartzman | Celkem H2H | Poměr 2020 |
| 1. | Novak Djoković     |          | 29–27 | 7–4   | 4–2      | 3–2    | 4–2       | 0–0     | 5–0         | 52–37      | 39–3       |
| 2. | Rafael Nadal       | 27–29    |       | 9–5   | 3–0      | 5–2    | 5–1       | 1–0     | 10–1        | 60–38      | 25–5       |
| 3. | Dominic Thiem      | 4–7      | 5–9   |       | 3–1      | 8–2    | 4–3       | 2–2     | 6–3         | 32–27      | 22–7       |
| 4. | Daniil Medveděv    | 2–4      | 0–3   | 1–3   |          | 2–5    | 5–1       | 3–0     | 4–0         | 17–16      | 23–10      |
| 5. | Alexander Zverev   | 2–3      | 2–5   | 2–8   | 5–2      |        | 1–5       | 4–0     | 2–2         | 18–25      | 27–9       |
| 6. | Stefanos Tsitsipas | 2–4      | 1–5   | 3–4   | 1–5      | 5–1    |           | 2–2     | 1–1         | 15–22      | 28–12      |
| 7. | Andrej Rubljov     | 0–0      | 0–1   | 2–2   | 0–3      | 0–4    | 2–2       |         | 0–1         | 4–13       | 40–8       |
| 8. | Diego Schwartzman  | 0–5      | 1–10  | 3–6   | 0–4      | 2–2    | 1–1       | 1–0     |             | 8–28       | 25–12      |

#### Zápasy odehrané na tvrdém povrchu v hale
|    |                    | Djoković | Nadal | Thiem | Medveděv | Zverev | Tsitsipas | Rubljov | Schwartzman | Celkem H2H | Poměr 2020 |
| 1. | Novak Djoković     |          | 4–2   | 1–1   | 1–0      | 1–1    | 1–0       | 0–0     | 0–0         | 8–4        | 2–1        |
| 2. | Rafael Nadal       | 2–4      |       | 0–0   | 1–0      | 0–2    | 1–0       | 0–0     | 1–0         | 5–6        | 3–1        |
| 3. | Dominic Thiem      | 1–1      | 0–0   |       | 1–0      | 2–0    | 0–1       | 1–1     | 1–0         | 6–3        | 2–1        |
| 4. | Daniil Medveděv    | 0–1      | 0–1   | 0–1   |          | 1–2    | 1–1       | 1–0     | 2–0         | 5–6        | 9–4        |
| 5. | Alexander Zverev   | 1–1      | 2–0   | 0–2   | 2–1      |        | 0–1       | 0–0     | 2–0         | 7–5        | 12–1       |
| 6. | Stefanos Tsitsipas | 0–1      | 0–1   | 1–0   | 1–1      | 1–0    |           | 1–0     | 0–1         | 4–4        | 6–3        |
| 7. | Andrej Rubljov     | 0–0      | 0–0   | 1–1   | 0–1      | 0–0    | 0–1       |         | 0–0         | 1–3        | 13–2       |
| 8. | Diego Schwartzman  | 0–0      | 0–1   | 0–1   | 0–2      | 0–2    | 1–0       | 0–0     |             | 1–6        | 5–2        |

## Čtyřhra

### Kvalifikované páry
| Žebříček ATP                             | Žebříček ATP                         | Žebříček ATP | Žebříček ATP  | Žebříček ATP | Žebříček ATP |
| Pořadí                                   | pár                                  | body         | kvalifikován  | kvalifikován |              |
| ---------------------------------------- | ------------------------------------ | ------------ | ------------- | ------------ | ------------ |
| 1.                                       | Mate Pavić Bruno Soares              | 3 385        | 14. září      | [ 11 ]       |              |
| 2.                                       | Rajeev Ram Joe Salisbury             | 3 350        | 14. srpna     | [ 10 ]       |              |
| 3.                                       | Kevin Krawietz Andreas Mies          | 2 910        | 19. října     | [ 18 ]       |              |
| 4.                                       | Marcel Granollers Horacio Zeballos   | 2 440        | 19. října     | [ 18 ]       |              |
| 5.                                       | Wesley Koolhof Nikola Mektić         | 2 325        | 5. listopadu  | [ 19 ]       |              |
| 6.                                       | John Peers Michael Venus             | 2 240        | 5. listopadu  | [ 20 ]       |              |
| 7.                                       | Jürgen Melzer Édouard Roger-Vasselin | 2 180        | 13. listopadu | [ 21 ]       |              |
| 8.                                       | Łukasz Kubot Marcelo Melo            | 2 140        | 6. listopadu  | [ 22 ]       |              |
| skupina Boba Bryana skupina Mikea Bryana |                                      |              |               |              |              |

### Výsledky a body
Tabulka uvádí započítané sezónní výsledky a odpovídající bodový zisk kvalifikovaných párů na Turnaji mistrů.
| ATP | dvojice                              | Nejlepší bodový zisk z turnajů | Nejlepší bodový zisk z turnajů | Nejlepší bodový zisk z turnajů | Nejlepší bodový zisk z turnajů | Nejlepší bodový zisk z turnajů | Nejlepší bodový zisk z turnajů | Nejlepší bodový zisk z turnajů | Nejlepší bodový zisk z turnajů | Nejlepší bodový zisk z turnajů | Nejlepší bodový zisk z turnajů | Nejlepší bodový zisk z turnajů | Nejlepší bodový zisk z turnajů | Nejlepší bodový zisk z turnajů | Nejlepší bodový zisk z turnajů | Nejlepší bodový zisk z turnajů | Nejlepší bodový zisk z turnajů | Nejlepší bodový zisk z turnajů | Nejlepší bodový zisk z turnajů | body  | turnajů |
| ATP | dvojice                              | 1.                             | 2.                             | 3.                             | 4.                             | 5.                             | 6.                             | 7.                             | 8.                             | 9.                             | 10.                            | 11.                            | 12.                            | 13.                            | 14.                            | 15.                            | 16.                            | 17.                            | 18.                            | body  | turnajů |
| --- | ------------------------------------ | ------------------------------ | ------------------------------ | ------------------------------ | ------------------------------ | ------------------------------ | ------------------------------ | ------------------------------ | ------------------------------ | ------------------------------ | ------------------------------ | ------------------------------ | ------------------------------ | ------------------------------ | ------------------------------ | ------------------------------ | ------------------------------ | ------------------------------ | ------------------------------ | ----- | ------- |
| 1. | Mate Pavić Bruno Soares              | F 1200                         | Vítěz 1000                     | F 600                          | R16 180                        | QF 180                         | QF 90                          | QF 90                          | QF 45                          | R32 0                          | R16 0                          | R16 0                          |                                |                                |                                |                                |                                |                                |                                | 3 385 | 11      |
| 2. | Rajeev Ram Joe Salisbury             | Vítěz 2000                     | QF 360                         | SF 360                         | SF 360                         | QF 90                          | QF 90                          | SF 90                          | R32 0                          | R16 0                          |                                |                                |                                |                                |                                |                                |                                |                                |                                | 3 350 | 9       |
| 3. | Kevin Krawietz Andreas Mies          | Vítěz 2000                     | QF 180                         | SF 180                         | F 150                          | R16 90                         | QF 90                          | QF 90                          | SF 90                          | RR 40                          | R64 0                          | R32 0                          | R16 0                          | R16 0                          |                                |                                |                                |                                |                                | 2 910 | 13      |
| 4. | Marcel Granollers Horacio Zeballos   | Vítěz 1000                     | Vítěz 500                      | Vítěz 250                      | R16 180                        | R16 180                        | QF 180                         | F 150                          | R32 0                          | R16 0                          |                                |                                |                                |                                |                                |                                |                                |                                |                                | 2 440 | 9       |
| 5. | Wesley Koolhof Nikola Mektić         | SF 720                         | F 600                          | QF 180                         | QF 180                         | SF 180                         | F 150                          | R32 90                         | R16 90                         | QF 90                          | QF 45                          | R16 0                          | R16 0                          |                                |                                |                                |                                |                                |                                | 2 325 | 12      |
| 6. | John Peers Michael Venus             | Vítěz 500                      | Vítěz 500                      | SF 360                         | Vítěz 250                      | R16 180                        | QF 180                         | R32 90                         | R16 90                         | SF 90                          | R32 0                          | R16 0                          | R16 0                          | R16 0                          |                                |                                |                                |                                |                                | 2 240 | 13      |
| 7. | Jürgen Melzer Édouard Roger-Vasselin | Vítěz 500                      | SF 360                         | SF 360                         | R16 180                        | SF 180                         | F 150                          | R32 90                         | R16 90                         | QF 90                          | QF 45                          | QF 45                          | QF 45                          | QF 45                          | R32 0                          | R16 0                          |                                |                                |                                | 2 180 | 15      |
| 8. | Łukasz Kubot Marcelo Melo            | Vítěz 500                      | Vítěz 500                      | SF 360                         | SF 180                         | F 150                          | R32 90                         | R32 90                         | R16 90                         | QF 90                          | QF 45                          | QF 45                          | R32 0                          | R32 0                          |                                |                                |                                |                                |                                | 2 140 | 13      |
| Náhradníci |                                      |                                |                                |                                |                                |                                |                                |                                |                                |                                |                                |                                |                                |                                |                                |                                |                                |                                |                                |       |         |
| 9. | Jamie Murray Neal Skupski            | F 600                          | QF 360                         | F 300                          | Vítěz 250                      | QF 180                         | R32 90                         | R16 90                         | QF 90                          | SF 90                          | SF 90                          | R32 0                          | R16 0                          | R16 0                          | R16 0                          | R16 0                          | R16 0                          |                                |                                | 2 140 | 16      |
| 10. | Max Purcell Luke Saville             | F 1200                         | QF 180                         | F 150                          | SF 90                          | QF 45                          | R64 0                          | R32 0                          | R32 0                          | R32 0                          | R16 0                          | R16 0                          | R16 0                          |                                |                                |                                |                                |                                |                                | 1 665 | 12      |
| náhradníci Body z grandslamové čtyřhry US Open odpovídaly kategorii ATP Tour Masters 1000 kvůli snížení ze šedesáti čtyř na třicet dva dvojic. |                                      |                                |                                |                                |                                |                                |                                |                                |                                |                                |                                |                                |                                |                                |                                |                                |                                |                                |                                |       |         |

| Legenda | Legenda               | Legenda | Legenda             |
| ------- | --------------------- | ------- | ------------------- |
| 0/2000  | získané body          | 128k    | 128 hráčů v kole    |
| A       | neúčast na turnaji    | 64k     | 64 hráčů v kole     |
| QF      | prohra ve čtvrtfinále | 32k     | 32 hráčů v kole     |
| SF      | prohra v semifinále   | 16k     | 16 hráčů v kole     |
| F       | prohra ve finále      | Titul   | vítězství v turnaji |

### Předešlý poměr všech vzájemných zápasů
Tabulka uvádí poměr vzájemných zápasů párů před Turnajem mistrů.

#### Všechny odehrané zápasy
|    |                                    | Pavić Soares | Ram Salisbury | Krawietz Mies | Granollers Zeballos | Koolhof Mektić | Peers Venus | Melzer Roger-V. | Kubot Melo | Celkem H2H | Poměr 2020 |
| 1. | Mate Pavić Bruno Soares            |              | 1–1           | 1–2           | 1–1                 | 2–0            | 0–0         | 1–0             | 1–1        | 7–5        | 20–10      |
| 2. | Rajeev Ram Joe Salisbury           | 1–1          |               | 0–1           | 3–2                 | 0–2            | 0–1         | 0–0             | 2–2        | 6–9        | 18–7       |
| 3. | Kevin Krawietz Andreas Mies        | 2–1          | 1–0           |               | 0–1                 | 1–1            | 1–0         | 1–1             | 0–1        | 6–5        | 19–13      |
| 4. | Marcel Granollers Horacio Zeballos | 1–1          | 2–3           | 1–0           |                     | 0–0            | 1–0         | 0–0             | 0–0        | 5–4        | 22–6       |
| 5. | Wesley Koolhof Nikola Mektić       | 0–2          | 2–0           | 1–1           | 0–0                 |                | 0–0         | 0–0             | 0–0        | 3–3        | 20–12      |
| 6. | John Peers Michael Venus           | 0–0          | 1–0           | 0–1           | 0–1                 | 0–0            |             | 1–0             | 1–0        | 3–2        | 22–10      |
| 7. | Jürgen Melzer Édouard Roger-V.     | 0–1          | 0–0           | 1–1           | 0–0                 | 0–0            | 0–1         |                 | 0–1        | 1–4        | 23–13      |
| 8. | Łukasz Kubot Marcelo Melo          | 1–1          | 2–2           | 1–0           | 0–0                 | 0–0            | 0–1         | 1–0             |            | 5–4        | 20–11      |

## Skupiny

### Dvouhra
| Skupina Tokio 1970    | Skupina Londýn 2020    |
| --------------------- | ---------------------- |
| Novak Djoković [1]    | Rafael Nadal [2]       |
| Daniil Medveděv [4]   | Dominic Thiem [3]      |
| Alexander Zverev [5]  | Stefanos Tsitsipas [6] |
| Diego Schwartzman [8] | Andrej Rubljov [7]     |

### Čtyřhra
| Skupina Boba Bryana                        | Skupina Mikea Bryana               |
| ------------------------------------------ | ---------------------------------- |
| Mate Pavić / Bruno Soares [1]              | Rajeev Ram / Joe Salisbury [2]     |
| Marcel Granollers / Horacio Zeballos [4]   | Kevin Krawietz / Andreas Mies [3]  |
| John Peers / Michael Venus [6]             | Wesley Koolhof / Nikola Mektić [5] |
| Jürgen Melzer / Édouard Roger-Vasselin [7] | Łukasz Kubot / Marcelo Melo [8]    |

## Harmonogram zápasů
| Zápasy                 | Zápasy                 | Zápasy                 | Zápasy                            | Zápasy                            | Zápasy                     |
| Program                | fáze                   | fáze                   | vítězové                          | poražení                          | výsledek                   |
| 1. den – 15. listopadu | 1. den – 15. listopadu | 1. den – 15. listopadu | 1. den – 15. listopadu            | 1. den – 15. listopadu            | 1. den – 15. listopadu     |
| ---------------------- | ---------------------- | ---------------------- | --------------------------------- | --------------------------------- | -------------------------- |
| Odpoledne              | čtyřhra                | skupina Mikea Bryana   | W. Koolhof / N. Mektić [5]        | K. Krawietz / A. Mies [3]         | 6–7(3–7), 7–6(7–4), [10–7] |
| Odpoledne              | dvouhra                | skupina Londýn 2020    | Dominic Thiem [3]                 | Stefanos Tsitsipas [6]            | 7–6(7–5), 4–6, 6–3         |
| Večer                  | čtyřhra                | skupina Mikea Bryana   | R. Ram / J. Salisbury [2]         | Ł. Kubot / M. Melo [8]            | 7–5, 3–6, [10–5]           |
| Večer                  | dvouhra                | skupina Londýn 2020    | Rafael Nadal [2]                  | Andrej Rubljov [7]                | 6–3, 6–4                   |
| 2. den – 16. listopadu |                        |                        |                                   |                                   |                            |
| Odpoledne              | čtyřhra                | skupina Boba Bryana    | M. Granollers / H. Zeballos [4]   | J. Peers / M. Venus [6]           | 7–6(7–2), 7–5              |
| Odpoledne              | dvouhra                | skupina Tokio 1970     | Novak Djoković [1]                | Diego Schwartzman [8]             | 6–3, 6–2                   |
| Večer                  | čtyřhra                | skupina Boba Bryana    | M. Pavić / B. Soares [1]          | J. Melzer / E. Roger-Vasselin [7] | 6–7(6–8), 6–1, [10–4]      |
| Večer                  | dvouhra                | skupina Tokio 1970     | Daniil Medveděv [4]               | Alexander Zverev [5]              | 6–3, 6–4                   |
| 3. den – 17. listopadu |                        |                        |                                   |                                   |                            |
| Odpoledne              | čtyřhra                | skupina Mikea Bryana   | K. Krawietz / A. Mies [3]         | Ł. Kubot / M. Melo [8]            | 6–2, 7–6(7–5)              |
| Odpoledne              | dvouhra                | skupina Londýn 2020    | Dominic Thiem [3]                 | Rafael Nadal [2]                  | 7–6(9–7), 7–6(7–4)         |
| Večer                  | čtyřhra                | skupina Mikea Bryana   | W. Koolhof / N. Mektić [5]        | R. Ram / J. Salisbury [2]         | 7–6(7–5), 6–0              |
| Večer                  | dvouhra                | skupina Londýn 2020    | Stefanos Tsitsipas [6]            | Andrej Rubljov [7]                | 6–1, 4–6, 7–6(8–6)         |
| 4. den – 18. listopadu |                        |                        |                                   |                                   |                            |
| Odpoledne              | čtyřhra                | skupina Boba Bryana    | M. Granollers / H. Zeballos [4]   | M.Pavić / B. Soares [1]           | 7–6(7–4), 6–7(4–7), [10–8] |
| Odpoledne              | dvouhra                | skupina Tokio 1970     | Alexander Zverev [5]              | Diego Schwartzman [8]             | 6–3, 4–6, 6–3              |
| Večer                  | čtyřhra                | skupina Boba Bryana    | J. Melzer / É. Roger-Vasselin [7] | J. Peers / M. Venus [6]           | 2–6, 7–6(7–4), [12–10]     |
| Večer                  | dvouhra                | skupina Tokio 1970     | Daniil Medveděv [4]               | Novak Djoković [1]                | 6–3, 6–3                   |
| 5. den – 19. listopadu |                        |                        |                                   |                                   |                            |
| Odpoledne              | čtyřhra                | skupina Mikea Bryana   | Ł. Kubot / M. Melo [8]            | W. Koolhof / M. Mektić [5]        | 6–4, 6–7(2–7), [10–8]      |
| Odpoledne              | dvouhra                | skupina Londýn 2020    | Andrej Rubljov [7]                | Dominic Thiem [3]                 | 6–2, 7–5                   |
| Večer                  | čtyřhra                | skupina Mikea Bryana   | R. Ram / J. Salisbury [2]         | K. Krawietz / A. Mies [3]         | 7–6(7–5), 6–7(4–7), [10–4] |
| Večer                  | dvouhra                | skupina Londýn 2020    | Rafael Nadal [2]                  | Stefanos Tsitsipas [6]            | 6–4, 4–6, 6–2              |
| 6. den – 20. listopadu |                        |                        |                                   |                                   |                            |
| Odpoledne              | čtyřhra                | skupina Boba Bryana    | M. Pavić / B. Soares [1]          | J. Peers / M. Venus [6]           | 6–7(2–7), 6–3, [10–8]      |
| Odpoledne              | dvouhra                | skupina Tokio 1970     | Novak Djoković [1]                | Alexander Zverev [5]              | 6–3, 7–6(7–4)              |
| Večer                  | čtyřhra                | skupina Boba Bryana    | J. Melzer / É. Roger-Vasselin [7] | M. Granollers / H. Zeballos [4]   | 6–6(1–0)skreč              |
| Večer                  | dvouhra                | skupina Tokio 1970     | Daniil Medveděv [4]               | Diego Schwartzman [8]             | 6–3, 6–3                   |
| 7. den – 21. listopadu |                        |                        |                                   |                                   |                            |
| Odpoledne              | čtyřhra                | semifinále             | W. Koolhof / N. Mektić [5]        | M. Granollers / H. Zeballos [4]   | 6–3, 6–4                   |
| Odpoledne              | dvouhra                | semifinále             | Dominic Thiem [3]                 | Novak Djoković [1]                | 7–5, 6–7(10–12), 7–6(7–5)  |
| Večer                  | čtyřhra                | semifinále             | J. Melzer / É. Roger-Vasselin [7] | R. Ram / J. Salisbury [2]         | 6–7(4–7), 6–3, [11–9]      |
| Večer                  | dvouhra                | semifinále             | Daniil Medveděv [4]               | Rafael Nadal [2]                  | 3–6, 7–6(7–4), 6–3         |
| 8. den – 22. listopadu |                        |                        |                                   |                                   |                            |
| Odpoledne              | čtyřhra                | finále                 | W. Koolhof / N. Mektić [5]        | J. Melzer / É. Roger-Vasselin [7] | 6–2, 3–6, [10–5]           |
| Odpoledne              | dvouhra                | finále                 | Daniil Medveděv [4]               | Dominic Thiem [3]                 | 4–6, 7–6(7–2), 6–4         |